# Pfarrkirche Sallingstadt

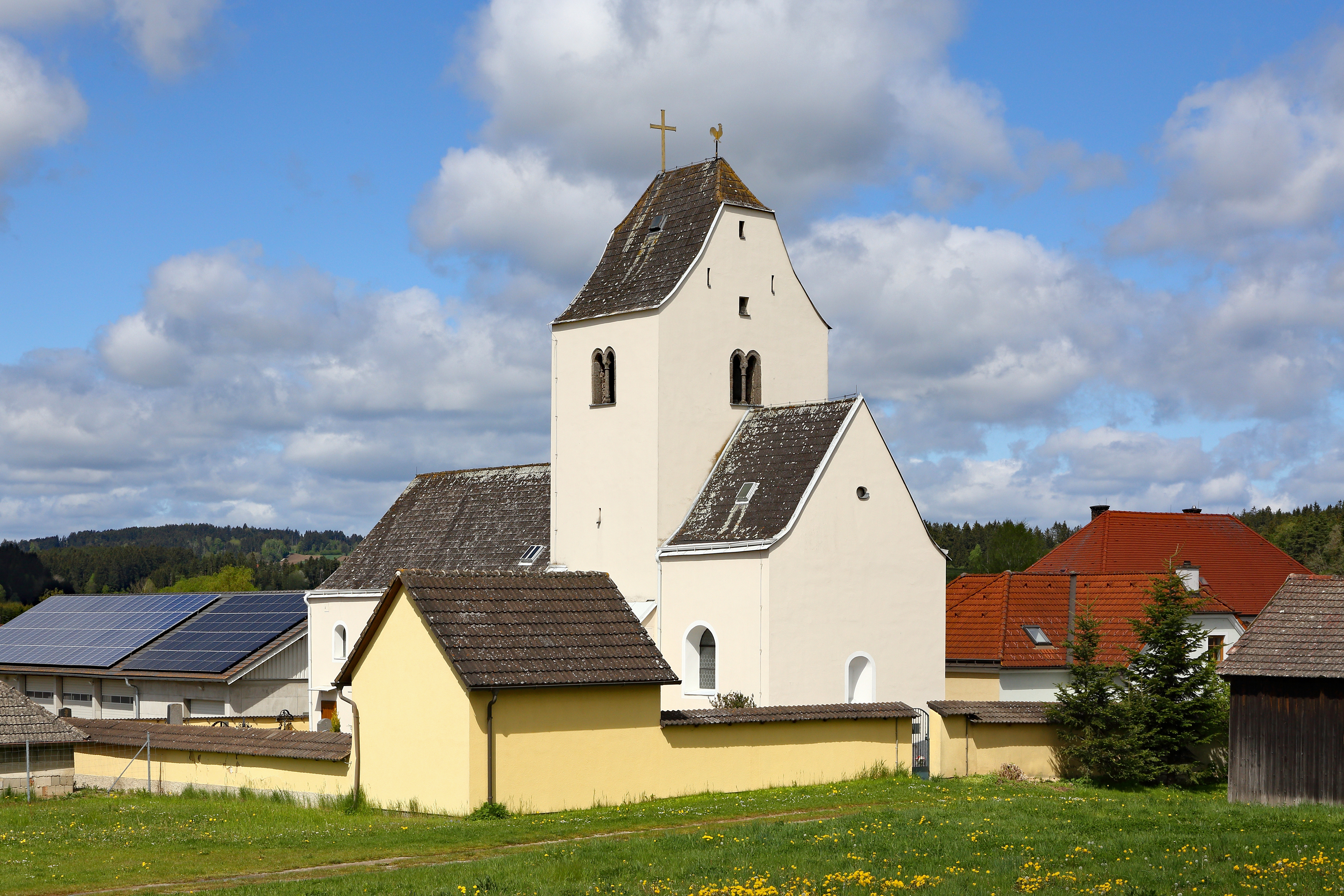
Katholische Pfarrkirche hl. Martin in Sallingstadt

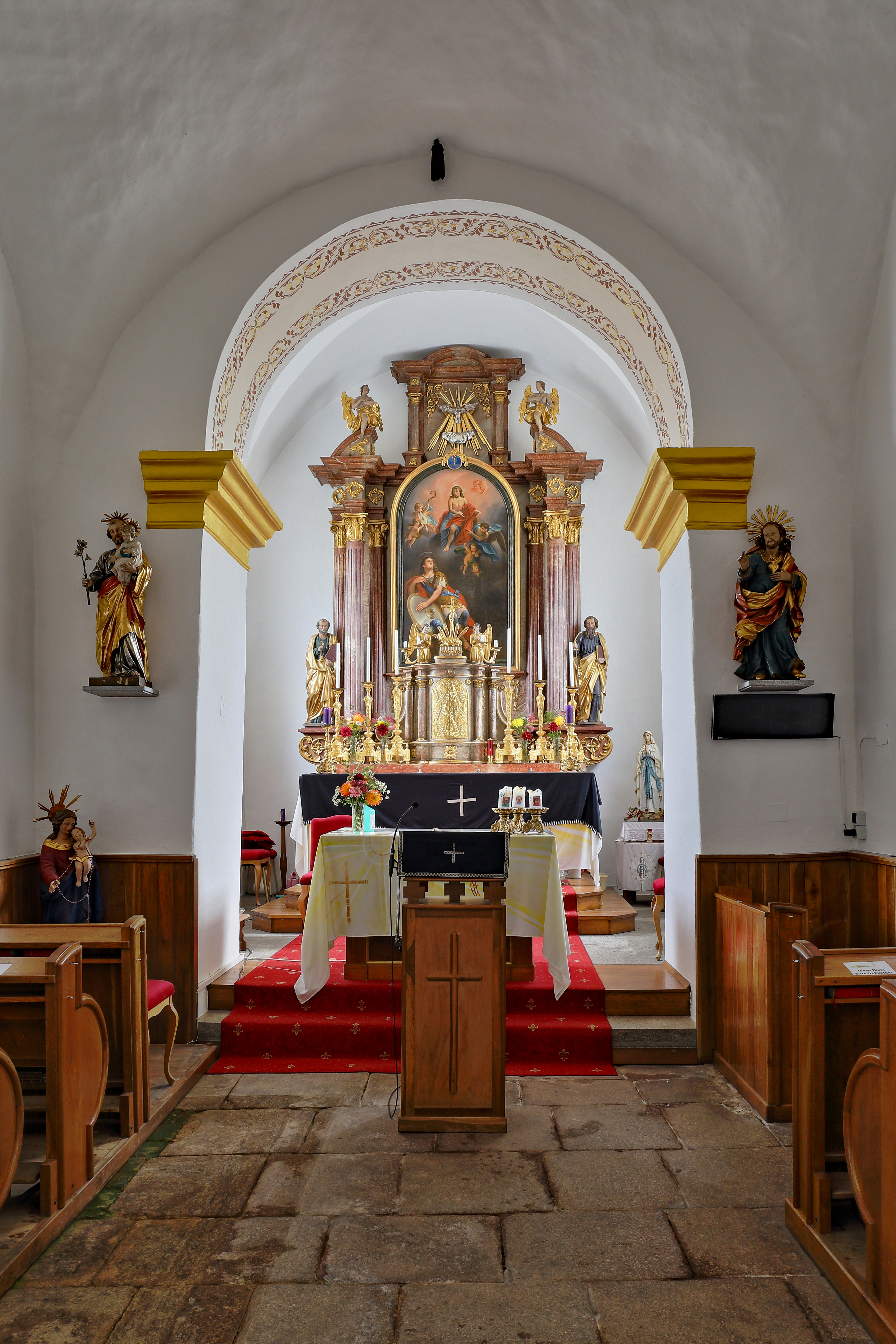
Chor, Blick zum Hochaltar

Die römisch-katholische Pfarrkirche Sallingstadt steht am südlichen Rand des Angers in der Ortschaft Sallingstadt der Marktgemeinde Schweiggers im Bezirk Zwettl in Niederösterreich. Die dem Patrozinium des Heiligen Martin von Tours unterstellte Pfarrkirche gehört zum Dekanat Zwettl in der Diözese St. Pölten. Die Kirche und der Friedhof stehen unter Denkmalschutz (Listeneintrag).

## Geschichte
Die Pfarre wurde in der Mitte des 14. Jahrhunderts gegründet. Urkundlich wurde 1398 ein Pfarrer genannt. Die Kirche war von der Mitte des 17. Jahrhunderts bis 1783 eine Filiale der Pfarrkirche Großglobnitz, die wiedergegründete Pfarre wurde dem Stift Zwettl inkorporiert.
Die romanische Ostturmkirche aus dem 13. Jahrhundert schließt an einen älteren romanischen Kapellenbau an. Der spätgotische Umbau erfolgte nach einem Brand 1427 in der Mitte des 15. Jahrhunderts.

## Architektur
Das Kirchenäußere zeigt ein Langhaus aus dem Ende des 13. Jahrhunderts mit einer schlichten glatten Giebelfront und barocken Rundbogenfenstern von 1685. Im Osten anschließend steht der wuchtige querrechteckige Turm gleichfalls aus dem Ende des 13. Jahrhunderts unter einem Schopfwalmdach, er hat vier gekuppelte Rundbogenfenster mit Blattkapitellen. Östlich des Turmes steht in gleicher Breite der Rechteckchor unter einem Satteldach, als ehemalige Kapelle des 12. Jahrhunderts, östlich mit einem vermauerten romanischen Fenster in einer Trichterlaibung und im Norden und Süden mit einem barocken Rundbogenfenster. Der niedrige Sakristeianbau aus dem 15. Jahrhundert steht südlich am Turm unter einem Pultdach.
Das Kircheninnere zeigt ein zweischiffiges vierjochiges Langhaus mit einem Kreuzrippengewölbe auf Achtseitpfeilern. Die zweibogige Westempore ist kreuzgratunterwölbt, die Malerei an der Brüstung zeigt Fragmente einer Apostelreihe aus der Mitte des 15. Jahrhunderts. Das Turmerdgeschoß hat ein Kreuzgratgewölbe aus dem 13. Jahrhundert. Der leicht erhöhte Chor hat ein barockes Kreuzgratgewölbe von 1686. Die spätgotische Sakristei ist zweijochig mit einem Tonnengewölbe und einer teilenden Gurtrippe.

## Einrichtung
Der neobarocke Hochaltar von 1880 zeigt das Altarblatt hl. Martin von Franz Maierhofer 1851 und trägt die Seitenfiguren der Heiligen Peter und Paul.